# 益丰停车场
益丰停车场位于中国广东省佛山市顺德区北滘镇规划益丰路西侧地块（进出岔口连接美的大道站），是广州地铁7号线目前的三大车辆基地之一，也是广州地铁目前所有已开通线路范围内唯一一个在外市的车辆基地，于2022年5月1日建成使用。

## 基本信息
益丰停车场总用地面积约9.6公顷。该停车场作为广州首个按照自动驾驶开通运营的车辆基地，除工程车线、材料装卸线外，全场的轨行区均为自动驾驶区。该停车场实施了多项技术创新：采用无人值守洗车、在线检测设备等先进的新工艺、新技术；首创管线一张网的统筹规划及设计理念，大大提高运营检修维护的便利性；首个实现车辆基地环控设备智能化控制，实施小汽车停车位充电桩设备，积极响应国家低碳节能要求。此外，该停车场实现了盖上盖下一体化，库区采用剪力墙全落地、咽喉区盖板层高等优化措施，节省投资；地基采用管桩桩板结构，埋深较大的管井与路基承载板采取一体化浇筑设计，既兼顾管线敷设覆土要求又优化承载板上覆土厚度。